# Pierre Kast
Pierre Kast (* 22. Dezember 1920 in Paris, Frankreich; † 20. Oktober 1984 auf einem Flug von Rom nach Paris) war ein französischer Filmregisseur und Drehbuchautor, „ein Außenseiter der Nouvelle Vague-Generation.“

## Leben
Kast hatte sich während des Zweiten Weltkriegs in der französischen Résistance engagiert. 1945 wurde er einer der Gründer des Ciné-Club an der Pariser Sorbonne, an der er zu dieser Zeit studierte. Kast ging 1946 an die Cinémathèque française und bildete sich dort filmtheoretisch weiter. 1948 ermöglichte Cinémathèque-Präsident Jean Grémillon, ein bekannter Regisseur, Kast eine Regieassistenz und half diesem im Jahr darauf auch bei der Inszenierung von Kasts erstem Kurzfilm, „Les charmes de l’existence“. Grémillons experimentelles, avantgardistisches Filmverständnis beeinflusste auch Kasts Kurzfilme, in deren Mittelpunkt mehrfach bedeutende Künstler wie die Architekten Le Corbusier und Claude-Nicolas Ledoux standen. 
Ehe er 1957 seinen ersten abendfüllenden Spielfilm inszenieren konnte, wirkte Pierre Kast als Assistent regieerfahrener Kinofilmveteranen wie René Clément, Preston Sturges und Jean Renoir und verfasste nebenbei auch Filmkritiken für die Publikationen "Action" und "Cahiers du cinéma". Sein Spielfilm-Debüt Alchimie der Liebe (französisch Un Amour de Poche) „war eine deftige Parodie auf das amerikanische Gruselfilmgenre, ungewöhnlich in Idee, Konzeption und Ausführung für das französische Kino der 50er Jahre.“ Mit „Man kann’s ja mal versuchen“, „Reigen der Liebe“ und „Ferien in Portugal“ nahm Pierre Kast sich den Themenbereichen „erotische Experimente, Irrungen und Wirrungen“ an, „in einem neuen, von schwebeleichter Eleganz, Einfühlungsvermögen und Ironie getragenen ‘Nouvelle Vague’-Stil“. Nach „Die Unmoralischen“, einem Familiendrama um Macht, Ehrgeiz und Skrupellosigkeit, zugleich ein seltener Ausflug Kasts in das internationale Starkino, geriet sein Œuvre immer öfter „zu persönlichen, intellektuellen Formspielen“, die zwar die Besucher der Lichtspieltheater kaum mehr interessierten, den Regisseur aber mehrfach an exotische Drehorte wie Brasilien und die Osterinsel führten. 
Seit Mitte der 1960er Jahre hatte Kast mehrfach Filme für das Fernsehen inszeniert. Außerdem tat er sich als Romancier („Les vampires de l’Alfama“, „Le bonheur ou le pouvoir“) hervor. Pierre Kast starb exakt einen Tag vor dem berühmten Nouvelle Vague-Kollegen François Truffaut, einem Freund und Konkurrenten Kasts. Dieser befand sich zum Zeitpunkt seines Todes an Bord eines Flugzeuges, das ihn von Rom nach Paris bringen sollte. Er befand sich zu diesem Zeitpunkt gerade bei den Dreharbeiten zu einem neuen Film, der im darauf folgenden Jahr ausgestrahlten Fernsehproduktion „L’herbe rouge“.

## Filmografie
- 1949: Les charmes de L’existence (Kurzfilm, Co-Regie)
- 1951: Les femmes du Louvre (Kurzfilm)
- 1952: La guerre en dentelles (Kurzfilm)
- 1952: Je sème à tout vent (Kurzfilm)
- 1953: La chasse à l’homme (Kurzfilm)
- 1953: L’architecte maudit, Claude-Nicolas Ledoux (Kurzfilm)
- 1956: Le Corbusier, l’architecte du bonheur (Kurzfilm)
- 1957: Alchimie der Liebe (Un amour de poche)
- 1958: Images pour Baudelaire (Kurzfilm)
- 1959: Une question d’assurance (Kurzfilm)
- 1959: Man kann’s ja mal versuchen (Le bel âge, auch Co-Drehbuch)
- 1959: Merci, Natercia
- 1960: Reigen der Liebe (La morte-saison des amours, auch Drehbuch)
- 1962: Ferien in Portugal (Vacances portugaises, auch Drehbuch)
- 1964: Die Unmoralischen (Le grain de sable, auch Co-Drehbuch)
- 1965: La brûlure de milles soleiles (Kurzfilm)
- 1967: Drôle de jeu (auch Co-Drehbuch)
- 1969: Macumba (Dokumentarfilm, auch Co-Drehbuch)
- 1971: Le petit matin (nur Co-Drehbuch)
- 1972: Les soleils de l’île de Pâques
- 1974: Un animal doué de déraison (auch Drehbuch)
- 1978: Le soleil en face
- 1981: La Guerillera
- 1984: L‘herbe rouge (Fernsehfilm)